# Exorista patelliforceps
Exorista patelliforceps là một loài ruồi trong họ Tachinidae.